# Mihály Babits
Mihály Babits de Szentistván (Szekszárd, 26 de noviembre de 1883-Budapest, 4 de agosto de 1941) fue un poeta, profesor y traductor noble húngaro, perteneciente al grupo literario vinculado con la revista Nyugat.

## Biografía
Mihály Babits estudió en la Universidad Eötvös Loránd entre 1901 y 1905, y allí conoció a Dezső Kosztolányi y Gyula Juhász. Trabajó como profesor en escuelas de Baja (1905-1906), Szeged (1906-1908), Făgăraş (1908-1911), Újpest (1911) y finalmente Budapest (1912-1918). 
Su reputación literaria como poeta comenzó a formarse en 1908. En ese año realizó el primero de sus viajes por Europa, y se interesó profundamente en la figura de Dante, cuya Divina Comedia tradujo al húngaro (Infierno en 1913, Purgatorio en 1920, y Paraíso en 1923). Tras la revolución de 1918, logró un puesto como profesor de literatura universal y de literatura húngara en la Universidad de Budapest, puesto del que fue pronto apartado por sus opiniones pacifistas tras la caída del gobierno revolucionario.
En 1911, Babits se convirtió en un colaborador permanente de la revista Nyugat, alrededor de la cual se agrupaban los escritores más influyentes de la literatura húngara contemporánea. En 1921 se casó con Ilona Tanner, quien también escribía poesía bajo el seudónimo de Sophie Török. En 1923, se mudó a Esztergom, y en 1927 se convirtió en miembro de la "Sociedad Kisfaludy" y comisario del Premio Baumgarten. Poco después, en 1929, fue nombrado editor en jefe de Nyugat, posición que compartió hasta 1933 con Zsigmond Móricz, y que siguió ocupando hasta el día de su muerte. A lo largo de su vida apoyó diversas iniciativas de "lengua internacional" como el Esperanto y el Ido. 
En 1937 le fue diagnosticado un cáncer de laringe y falleció el 4 de agosto de 1941.

## Obras disponibles en español
- El califa cigüeña, traducción de Eszter Orbán y Fernando de Castro García. greylock, colección narrativas [n]. 2018, 264 páginas.
- El hijo de Virgil Timár, traducción de Eszter Orbán y José Miguel González Trevejo. greylock, colección narrativas [n]. 2020, 200 páginas.